# North Star, Ohio
North Star är en ort i Darke County i delstaten Ohio, USA.